# Russische Sommer-Meisterschaften im Skispringen 2003
Die russischen Sommer-Meisterschaften im Skispringen 2003 fanden am 13. und 14. September in Nischni Nowgorod auf der Schanzenanlage Petschory statt. Veranstalter war der russische Skiverband für Skispringen und die Nordische Kombination (FSJNCR). Russischer Meister wurde der 17-jährige Denis Kornilow, der am Vortag auch den Juniorenmeistertitel im Einzel und im Team gewonnen hatte. Der Präsident des FSJNCR Wladimir Slawski stufte den Erfolg Kornilows als Überraschung ein.

## Austragungsort
| \| Nischni Nowgorod \| |
| Nischni Nowgorod       |

| Nischni Nowgorod |

## Ergebnisse

### Normalschanze
| Platz | Name                 | Föderationssubjekt      | Weite 1 | Weite 2 | Punkte |
| ----- | -------------------- | ----------------------- | ------- | ------- | ------ |
| 01.   | Denis Kornilow       | Oblast Nischni Nowgorod | 089,5   | 083,5   | 251,0  |
| 02.   | Dmitri Wassiljew     | Republik Baschkortostan | 086,0   | 078,5   | 234,5  |
| 03.   | Alexei Silajew       | Moskau                  | 083,0   | 080,0   | 231,5  |
| 04.   | Dmitri Ipatow        | Oblast Magadan          | 085,0   | 077,0   | 230,0  |
| 05.   | Anton Kalinitschenko | Oblast Kemerowo         | 084,0   | 077,5   | 229,5  |
| 06.   | Ildar Fatkullin      | Republik Baschkortostan | 084,5   | 075,5   | 222,0  |
| 07.   | Alexander Tschalzew  | Republik Tatarstan      | 076,5   | 078,0   | 215,5  |
| 08.   | Sergei Rodionow      | Oblast Nischni Nowgorod | 081,5   | 073,5   | 211,5  |
| 09.   | Dmitri Pusenkow      | Republik Baschkortostan | 078,0   | 077,5   | 209,0  |
| 10.   | Sergei Koschewnikow  | Oblast Nischni Nowgorod | 076,0   | 075,0   | 204,0  |

Datum: 14. September 2003
Schanze: Normalschanze K-80
Russischer Sommer-Meister 2002:  Dmitri Wassiljew
Teilnehmer: 53
Mit einem Sprung auf 89,5 Metern stellte Denis Kornilow im ersten Durchgang nicht nur einen neuen inoffiziellen Schanzenrekord auf, sondern setzte sich trotz Abzüge in den Haltungsnoten deutlich in Führung. Zwar sprang der 17-jährige im Finaldurchgang sechs Meter kürzer, doch reichte dies zum Titelgewinn aus. Zweiter wurde der erfahrenere Dmitri Wassiljew. Der Wettbewerb fand bei Außentemperaturen um die 15 Grad Celsius statt.

### Junioren
| Platz | Name              | Föderationssubjekt      | Weite 1 | Weite 2 | Punkte |
| ----- | ----------------- | ----------------------- | ------- | ------- | ------ |
| 01.   | Denis Kornilow    | Oblast Nischni Nowgorod | 078,5   | 080,5   | 224,5  |
| 02.   | Pawel Karelin     | Oblast Nischni Nowgorod | 073,0   | 072,0   | 191,5  |
| 03.   | Roman Gornostajew | Sankt Petersburg        | 071,5   | 071,0   | 189,0  |
| 04.   | Dmitri Pusenkow   | Republik Baschkortostan | 072,0   | 069,5   | 183,0  |
| 05.   | Alexei Buiwolow   | Oblast Nischni Nowgorod | 072,0   | 070,0   | 182,0  |

Datum: 13. September 2003
Schanze: Großschanze K-80
Teilnehmer: 42
Zum Auftakt der Meisterschaften holte sich Denis Kornilow mit 33 Punkten Vorsprung unangefochten den Titel bei den Junioren.

### Team Junioren
| Platz | Team                      | Namen                                                                    | Weite 1             | Weite 2             | Punkte |
| ----- | ------------------------- | ------------------------------------------------------------------------ | ------------------- | ------------------- | ------ |
| 01.   | Oblast Nischni Nowgorod I | Alexei Wostrezow Denis Kornilow Sergei Rodionow Pawel Karelin            | 67,0 78,5 68,5 73,0 | 67,5 80,5 69,0 72,0 | 756,5  |
| 02.   | Sankt Petersburg          | Sergei Korobizyn Iwan Tschumyschew Roman Gornostajew Wladimir Kotelnikow | 59,5 64,5 71,5 66,5 | 61,0 64,0 71,0 63,5 | 636,5  |
| 03.   | Republik Baschkortostan   | Emil Muljukow Igor Leontjew Artjom Perederi Dmitri Pusenkow              | 67,5 58,5 00? 72,0  | 67,0 54,5 70,5 69,5 | 631,5  |

Datum: 13. September 2003
Schanze: Normalschanze K-80
Teilnehmende Teams / Föderationssubjekte: 6 / 5
Weitere Platzierungen:

04. Platz:  Republik Tatarstan

05. Platz:  Oblast Nischni Nowgorod II

06. Platz:  Oblast Perm
Im Gegensatz zu den Herren wurde bei den Junioren auch ein Teamspringen ausgetragen. Die heimische Oblast Nischni Nowgorod konnte sich deutlich durchsetzen. Hinter ihr folgte das Team aus Sankt-Petersburg, ehe auf dem dritten Rang die Republik Baschkortostan folgte.